# Phyllodoce marquesensis
Phyllodoce marquesensis är en ringmaskart som beskrevs av Monro 1939. Phyllodoce marquesensis ingår i släktet Phyllodoce och familjen Phyllodocidae. Inga underarter finns listade i Catalogue of Life.